# Crécy-sur-Serre
Crécy-sur-Serre es una comuna francesa, situada en el departamento de Aisne, de la región de Alta Francia.

## Demografía
| 1 691 | 1 598 | 1 594 | 1 700 | 1 542 | 1 550 | 1 471 | 1 494 |
| Para los censos de 1962 a 1999 la población legal corresponde a la población sin duplicidades (Fuente: INSEE [Consultar]) |       |       |       |       |       |       |       |